# Chapel of the Transfiguration (Grand Teton)

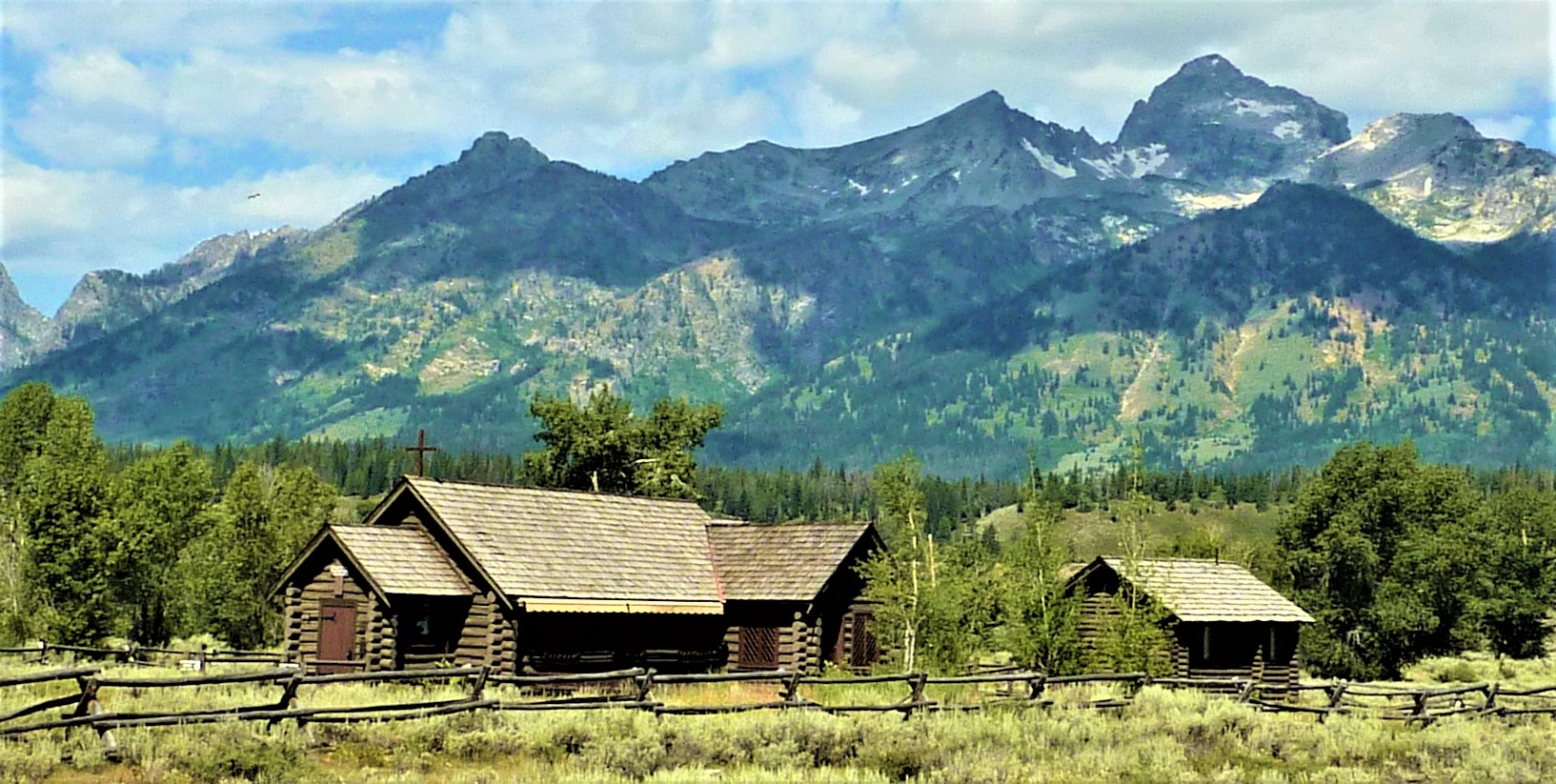
Die Chapel of the Transfiguration

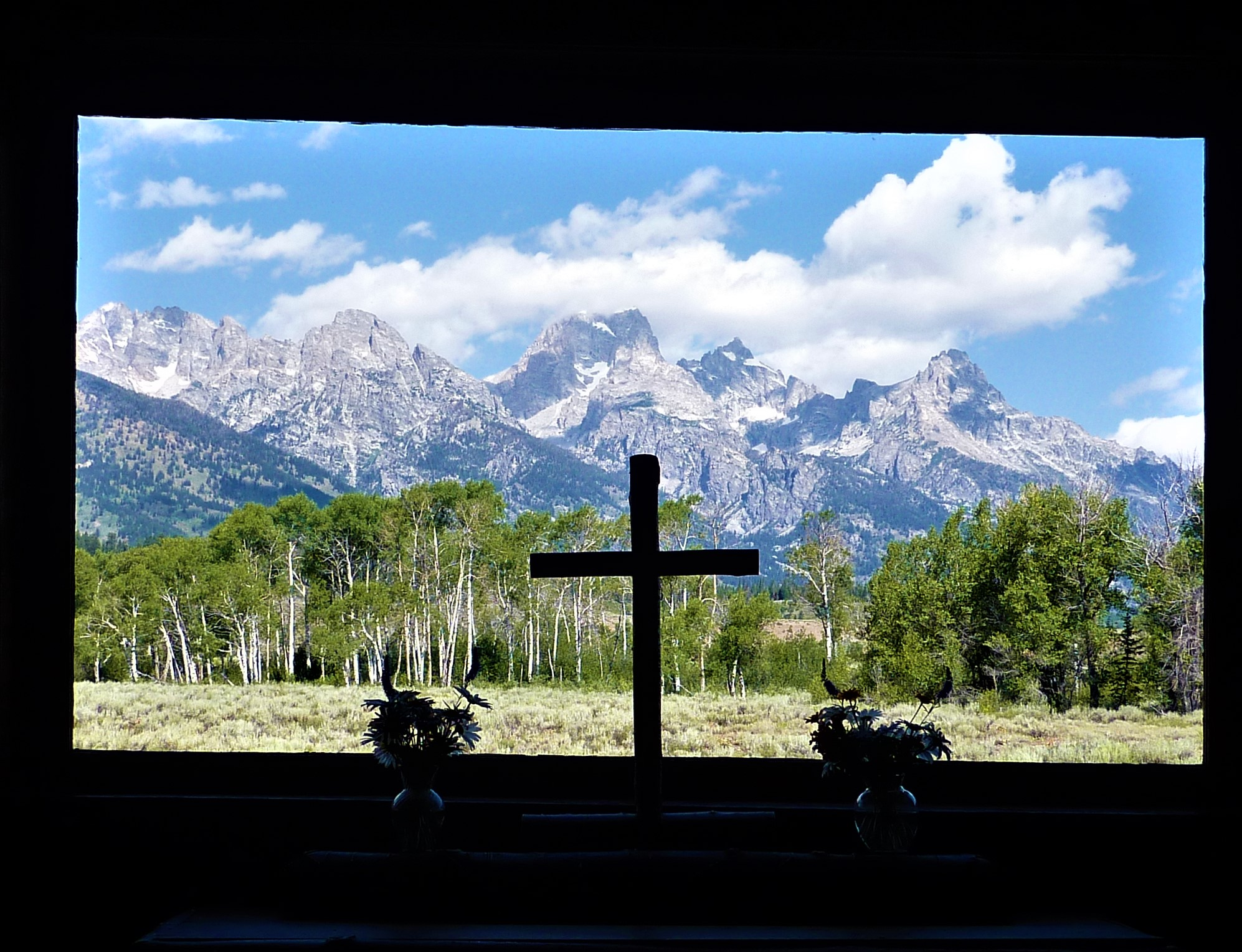
Blick durch das Altarfenster auf den Grand Teton

Die Chapel of the Transfiguration ist eine Kapelle der Episkopalkirche der Vereinigten Staaten im Grand-Teton-Nationalpark im Tal von Jackson Hole nördlich von Jackson im US-Bundesstaat Wyoming in den Vereinigten Staaten. Die Kapelle mit dem Patrozinium Verklärung des Herrn wurde 1980 im National Register of Historic Places als historisches Denkmal aufgenommen.

## Geschichte
Die Kapelle wurde 1925 erbaut, um den Angestellten und Gästen der frühen Tourismusindustrie von Jackson Hole im Bereich der abgelegenen Ranches im Teton-Gebiet als Gottesdienststätte zu dienen. Als Standort wurde ein gespendetes Grundstück neben dem Snake River gewählt, der hinter dem Altar einen Blick auf die Gebirgskette des Grand Teton im Westen bietet. Der Bau des kleinen Gotteshauses wurde nach dem Vorbild einer Kapelle im Wind River Reservat entworfen und von lokalen Handwerkern der umliegenden Ranches mit gespendeten Mitteln ausgeführt.
Die Kapelle wird durch die Saint John’s Episcopal Church in Jackson Hole unterhalten. Zur Einstufung als historisches Denkmal gehört neben der Kapelle das gesamte umzäunte Areal mit einem freistehenden Portal mit Glocke sowie ein kleines Lagerhaus.